# Ethiosciapus flavirostris
Ethiosciapus flavirostris är en tvåvingeart som först beskrevs av Friedrich Hermann Loew 1858.  Ethiosciapus flavirostris ingår i släktet Ethiosciapus och familjen styltflugor. Inga underarter finns listade i Catalogue of Life.